# Antonio Velasco Molina
Antonio Velasco Molina fue un ganadero y político peruano. Su padre, Francisco Javier Velasco fue diputado por la provincia de Chumbivilcas entre 1876 y 1878. Este último año fue raptado en la provincia de Quispicanchi y asesinado por montoneras pierolistas.
Fue elegido diputado suplente por la provincia de Anta en 1892. Su mandato se vio interrumpido por la Guerra civil de 1894. Fue reelecto en 1907 durante los primeros gobiernos de José Pardo y Barreda y Augusto B. Leguía